# أيلين لي
أيلين لي (بالإنجليزية: Aileen Lee) هي مسيرة أعمال أمريكية، ولدت في 1970 في جزيرة ستاتن في الولايات المتحدة.